# Dinamo Czyta
Dinamo Czyta (ros. Футбольный клуб «Динамо» Чита, Futbolnyj Kłub "Dinamo" Czita) – rosyjski klub piłkarski z siedzibą w mieście Czyta, w kraju Zabajkalskim.

## Historia
Piłkarska drużyna Dinamo została założona w mieście Czyta. 
W 1946 zespół debiutował w Trzeciej Grupie, strefie Dalekowschodniej Mistrzostw ZSRR, w której zajął 5. miejsce.
Jednak następnie już nie uczestniczył w rozgrywkach na poziomie profesjonalnym, a występował w turniejach lokalnych, dopóki nie przestał istnieć.

## Sukcesy
- 5. miejsce w Trzeciej Grupie ZSRR, strefie Dalekowschodniej: 1946